# Kosova graščina
Kosova graščina je eden izmed štirih fužinskih gradov na Jesenicah, ki so jih v 16. in v prvi polovici 17. stoletja zgradili posestniki železarskih obratov na Savi, Plavžu, Murovi in Javorniku.

## Zgodovina graščine
Graščina je bila v prvotni obliki sezidana leta 1521] in se omenja kot stari belopeški grad. Zgradil jo je zakupnik belopeške gosposke Žiga Dietrichstein. V Slavi Vojvodine Kranjske jo je leta 1689 predstavil Janez Vajkard Valvasor. Leta 1821, natančno 300 let po zgraditvi, jo je takratni lastnik jeseniški trgovec Frančišek Pavel Kos povečal in obnovil v klasicističnem slogu. Stavba je dobila zdajšnje ime. Graščina je kasneje prešla v last savskih fužinarjev Ruardov, kasneje Kranjske industrijske družbe. Nato ga je odkupila jeseniška srenja. Od leta 1883 do 1915 so stavbo uporabljali za ljudsko šolo. Med obema svetovnima vojnama so bili v njej občinski uradi in stanovanja, med in po drugi svetovni vojni pa še sodniški prostori in zapori.

## Graščina danes
Danes graščina služi različnim praktičnim namenom in spada pod okrilje Gornjesavskega muzeja Jesenice. V graščini je od leta 1984 v prvem nadstropju stalna razstava novejše zgodovine Jesenic. V pritličju je galerija za občasne razstave in nekaj kipov. V drugem je poleg večnamenske dvorane za kulturne prireditve tudi občinska protokolarna in poročna dvorana.